# Stripes Group
Stripes Group es una empresa de capital de inversión y de riesgo con sede en Manhattan, Nueva York, fundada en 2008. La empresa se enfoca en adquirir empresas emergentes bien desarrolladas y hace inversiones entre $ 10 y $ 100 millones en pequeñas empresas. En 2014, Stripes Group tenía $ 1.5 mil millones de activos bajo administración y 18 inversiones. La empresa invierte en empresas como Blue Apron, Seamless y Refinery29. 

## Historia
Stripes Group fue fundada por Ken Fox en 2008.

## Inversiones
Stripes Group se especializa en el crecimiento emergente, capitales de expansión, fusiones y adquisiciones adicionales, mercado intermedio, inversiones independientes, desinversiones, adquisiciones gerenciales, adquisiciones y transacciones privadas. La empresa usa varias estrategias de fusiones y adquisiciones como parte de su modelo de inversión.
Algunas de las inversiones de portafolio y capital comprometido de Stripes Group incluyen:
| Empresa                                          | Tamaño/Capital establecido en dólares |
| ------------------------------------------------ | ------------------------------------- |
| Art.com                                          | N/A                                   |
| Audio Network                                    | N/A                                   |
| Blue Apron                                       | US$ 50 millones                       |
| Elance                                           | US$ 16 millones                       |
| eMarketer                                        | US$ 25 millones                       |
| Epic Advertising (combinada con Connexus)        | US$ 25 millones                       |
| Folica.com                                       | N/A                                   |
| Kareo                                            | US$ 20,5 millones                     |
| Kinetic Social                                   | US$ 48 millones                       |
| MyWebGrocer (adquirido por HGGC)                 | US$ 13 millones                       |
| Netbiscuits                                      | US$ 27 millones                       |
| NetQuote (adquirido por Bankrate)                | N/A                                   |
| Pond5                                            | US$ 61 millones                       |
| Refinery29                                       | US$ 20 millones                       |
| Sandata                                          | N/A                                   |
| SilverSky (anteriormente Perimeter eSecurity)    | US$ 54 millones                       |
| SmartWool (adquirido por Timberland Corporation) | N/A                                   |
| Turtle Beach                                     | N/A                                   |